# Pinecrest
Pinecrest es una villa ubicada en el condado de Miami-Dade en el estado estadounidense de Florida. En el Censo de 2010 tenía una población de 18.223 habitantes y una densidad poblacional de 935,13 personas por km².

## Geografía
Pinecrest se encuentra ubicada en las coordenadas 25°39′55″N 80°18′18″O / 25.66528, -80.30500. Según la Oficina del Censo de los Estados Unidos, Pinecrest tiene una superficie total de 19.49 km², de la cual 19.27 km² corresponden a tierra firme y (1.1%) 0.21 km² es agua.

## Demografía
Según el censo de 2010, había 18.223 personas residiendo en Pinecrest. La densidad de población era de 935,13 hab./km². De los 18.223 habitantes, Pinecrest estaba compuesto por el 90.05% blancos, el 2% eran afroamericanos, el 0.14% eran amerindios, el 5.3% eran asiáticos, el 0% eran isleños del Pacífico, el 0.91% eran de otras razas y el 1.6% pertenecían a dos o más razas. Del total de la población el 41.31% eran hispanos o latinos de cualquier raza.

## Gobierno
El Departamento de Bomberos y Rescate de Miami-Dade gestiona la Estación de Bomberos No. 49 Pinecrest.

## Educación
Las Escuelas Públicas del Condado de Miami-Dade gestiona las escuelas públicas que sirven a la villa.
Escuelas primarias (elementary schools) públicas
- Escuela Primaria Pinecrest - Se abrió en 1954[8]
- Escuela Primaria Palmetto
- Escuela Primaria Howard Drive (en Palmetto Bay)

Escuelas intermedias (middle schools) públicas
- Escuela Intermedia Palmetto

Escuelas secundarias (high schools) públicas
- Escuela Secundaria Miami Palmetto[9]

Escuelas privadas:
- Bet Shira Congregation
- Gulliver Preparatory
- Kendall United Methodist
- Pinecrest Presbyterian Day School
- St. Louis Covenant School
- Temple Beth Am

El Sistema de Bibliotecas Públicas de Miami-Dade gestiona la Sucursal Pinecrest.